# Ity-tawy

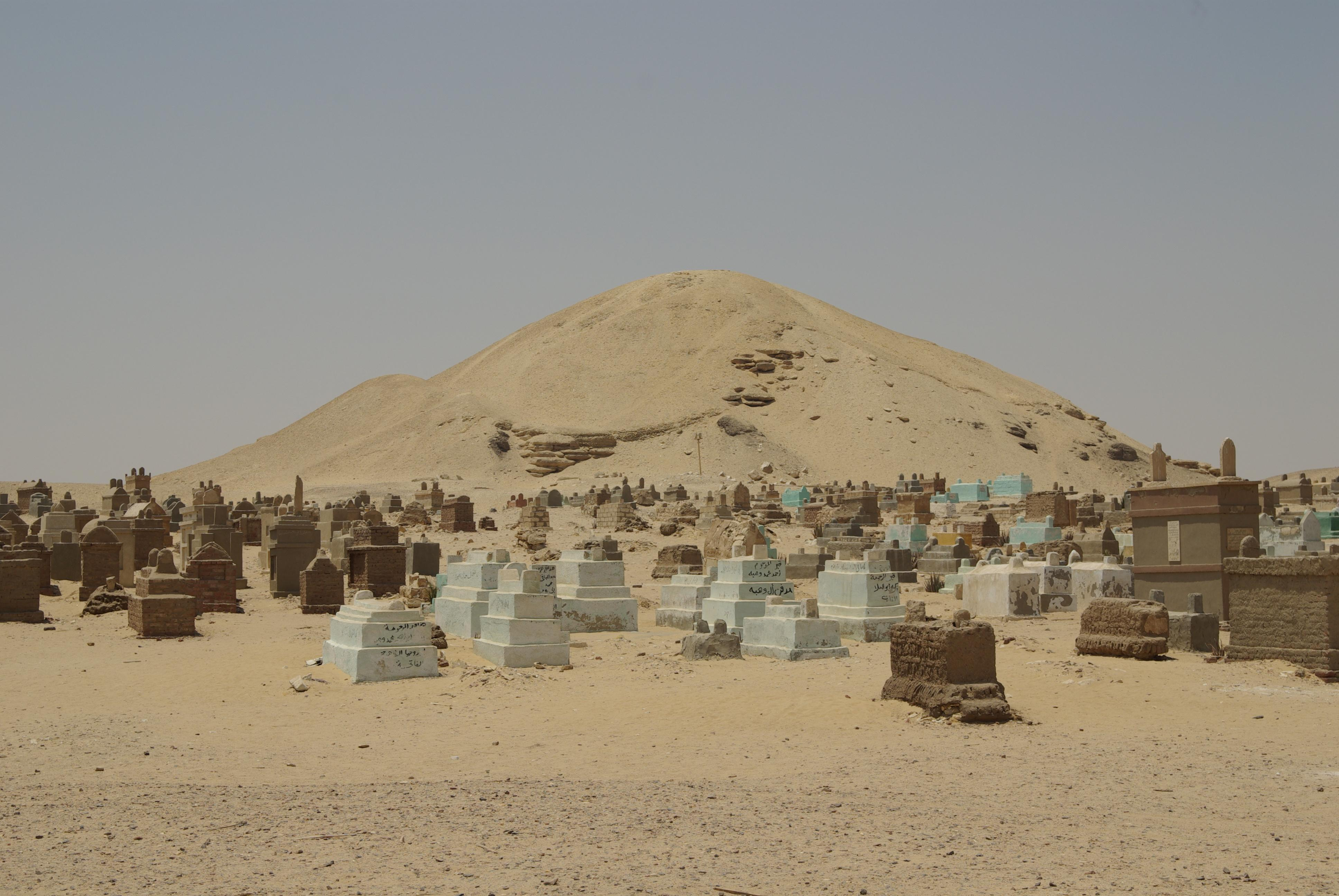
Amenemhet Is pyramid vid Lisht i området där Ity-tawy sannolikt låg.

Ity-tawy eller Itj-tawy var huvudstad för Mellersta riket under forntida Egypten. Ity-tawy grundades runt 1950 f.Kr. av kung Amenemhet I.
Mellersta riket grundades av Egyptens elfte dynasti. Efter ett inbördeskrig ca 1976 f.Kr. störtades kung Mentuhotep IV från tronen. Amenemhet I grundade Egyptens tolfte dynasti och uppförde residensstaden Ity-tawy vid Lisht söder om Kairo som blev rikets nya huvudstad. Ity-tawy betyder ' Härskaren över de båda länderna '.
Den äldsta historiska referensen om Ity-tawys existens är från 1946 f.Kr. och staden grundades sannolikt ca 1956 f.Kr.
I Ity-tawys närområde vid Lisht finns de båda gravpyramiderna för tolfte dynastis första kungar Amenemhet I och Senusret I. Den exakta platsen för Ity-tawy har under lång tid varit okänd, men arkeologen Sarah Parcak har funnit spår av det som kan vara staden precis öster om de båda pyramiderna.